# Prix culturel prince Eugen
Ne doit pas être confondu avec Médaille du Prince Eugène.
Le Prix culturel prince Eugen est un ancien prix culturel norvégien et suédois (2005-2011), attribué conjointement à un artiste norvégien et à un artiste suédois qui ont contribué à renforcer les relations suédo-norvégiennes.

## Histoire
Le Prix culturel prince Eugen porte le nom du prince Eugène de Suède (1865-1947), qui a tissé des liens forts avec la Norvège et a consacré sa vie à renforcer les relations entre les deux pays.
En tant que membre de la famille royale, le prince était impliqué dans la vie publique et culturelle norvégienne dont il était l'un des principaux mécènes. Eugène a été une figure éminente de la scène musicale en Norvège et en Suède, et il a été nommé au comité de construction de la maison des concerts de Stockholm. Le prince était également un membre assidu des cercles littéraires scandinaves, amateur de fiction, d’histoire et de politique. 
Le Prix culturel prince Eugen a été créé pour célébrer le centenaire de la dissolution de l'union suédo-norvégienne de 1905, sur une initiative de l’Ambassade royale de Norvège à Stockholm.
Le Prix culturel prince Eugen est attribué à un artiste norvégien et à un artiste suédois qui ont contribué à renforcer les relations suédo-norvégiennes. La récompense consiste en un diplôme et 50 000 couronnes suédoises. Au cours des années, le prix a été remis par la reine Sonja de Norvège, la princesse Victoria et la princesse Madeleine de Suède.
Le prix a été décerné pour la dernière fois en 2011. 

## Gagnants du prix
| Année | Gagnants du prix                              |
| ----- | --------------------------------------------- |
| 2005  | Merete Løkkeberg Meyer et Jenny Tunedal (sv)  |
| 2006  | Tine Thing Helseth et Andreas Brantelid (sv)  |
| 2007  | Vilde Frang et Sofia Jannok                   |
| 2008  | Maria Verbaite et Johannes Weisser            |
| 2009  | Ane Brun et Sofia Karlsson (sv)               |
| 2010  | Gunnhild Øyehaug et Erik Lindeborg            |
| 2011  | Randi Tytingvåg (no) et Stefan Klaverdal (sv) |